# Preseka
Preseka  è un comune della Croazia di 1 670 abitanti della Regione di Zagabria.